# Veselin Savić
Veselin Savić –en serbio, Веселин Савић– (Smederevo, Yugoslavia, 22 de septiembre de 1989) es un deportista serbio que compitió en remo. Ganó una medalla de oro en el Campeonato Europeo de Remo de 2014, en la prueba de dos sin timonel'.

## Palmarés internacional
| Campeonato Europeo | Campeonato Europeo | Campeonato Europeo | Campeonato Europeo |
| Año                | Lugar              | Medalla            | Prueba             |
| ------------------ | ------------------ | ------------------ | ------------------ |
| 2014               | Belgrado (Serbia)  | Medalla de oro     | Dos sin timonel    |